# 單親插班生
《單親插班生》（英語：About a Boy）是一部2002年的英國喜劇電影，故事改編自尼克·宏比1998年的同名小說。電影由克里斯·魏茲（Chris Weitz）及保羅·魏茲（Paul Weitz）兩兄弟執導，休·格兰特、尼古拉斯·霍尔特、東妮·克莉蒂及麗素·慧絲等主演。

## 角色
- 休·格兰特 飾 Will Freeman
- 東妮·克莉蒂 飾 Fiona Brewer
- 麗素·慧絲 飾 Rachel
- 尼古拉斯·霍尔特 飾 Marcus Brewer
- Natalia Tena 飾 Ellie
- Sharon Small 飾 Christine

## 外部連結
- 官方网站
- 互联网电影数据库（IMDb）上《單親插班生》的资料（英文）
- 爛番茄上《單親插班生》的資料（英文）
- AllMovie上《單親插班生》的资料（英文）